# صلاة الفجر
صَلَاةُ الفَجْر أو صَلَاةُ الصُّبْح: أول الصلوات الخمس المفروضات عَينًا على كل مكلَّف بإجماع المسلمين. وهي رَكعتان، وقتُها: من طلوع الفجر إلى شروق الشمس، وهي صلاة جَهْرية.

## سنة الفجر
صلاة الفجر هي صلاة الصبح، لا فرق بين التسميتين، وهي ركعتان مفروضتان، يجب عدم الخلط بينهما وبين ركعتي سنة الفجر، وهي سنة قبليّة تسمى سنة الفجر أو سنة الصبح، أو رغيبة الفجر أو ركعتي الفجر ووقتهما بعد أذان الفجر الدال على قرب الصلاة وسنة الفجر هي سنة مؤكدة واظب عليها النبي محمد صلى الله عليه وسلم وحث عليها ولا تطلب صلاتها جماعة بل يصليها الشخص منفرداً في المسجد أو في بيته.
كما ثبت عن النبي في حديث عائشة حيث قالت: «كان رسول الله يصلي ركعتي الفجر (سنة الفجر) إذا سمع الأذان ويخففهما». رواه مسلم.
وقالت أيضاً: «كان رسول الله يصلي الركعتين اللتين قبل الفجر فيخففهما حتى أقول هل قرأ فيهما بأم القرآن». رواه أحمد وغيره.

## التسمية
تسمى صلاة الفجر أو: صلاة الصبح، نسبة إلى وقتها الذي تؤدى فيه، من أول النهار، وهو: الصبح الذي يتجلى ضياؤه وينتشر في الأفق، وذكر في القرآن: ﴿فَالِقُ الْإِصْبَاحِ﴾ [الأنعام:96] بمعنى: أن الله هو الذي شق عمود الصبح عن ظلمة الليل، ووقت هذه الصلاة هو الصبح، والمقصود به: الفجر الصادق، سُمِّي فجرًا؛ لانفجار ضوئه، كما أنها تسمى أيضاً بصلاة الغداة والغداة هو الوقت ما بين الفجر وطلوع الشمس.

## وقتها
يؤدي المسلمون صلاة الفجر بعد دخول أول وقتها، بطلوع الفجر الثاني، ويسمى: الفجر الصادق، وطلوع الفجر هو عبارة عن بداية ذهاب الليل، ومجيء أول بياض الصبح، ويكون حينها سواد الليل مختلطًا ببياض النهار، إلا أن علامة طلوع الفجر الصادق: أن يبدأ ظهور بياضه دقيقًا، ثم يتسع وينتشر ضوؤه في الأفق، وهو غير الفجر الأول الذي يسمى: الفجر الكاذب، الذي يظهر مستطيلاً كذنب السرحان، ثم تعقبه ظلمة، سمي كذلك؛ لأنه يخدع الناظر موهما أنه الصبح، ثم يغيب، وأما الفجر الصادق؛ فإنه يصدق بظهوره وينتشر. وينادي المؤذن للصلاة في أول وقتها، علامة على دخول الوقت.
ووقت صلاة الفجر هو الصبح، الذي يبدأ من طلوع الفجر الثاني إلى ما قبل طلوع الشمس، ويسمى: وقت الأداء، مقابل وقت القضاء. والفضيلة في الصلاة لأول وقتها، وفي الصحيحين حديث: «كان النبي ﷺ يصلي الصبح، فيشهد معه نساء من المؤمنات متلفعات بمروطهن، ما يعرفهن أحد من الغلس.». وفي رواية: «وكان يصلي الصبح بغلس.».

## فضلها
تعد صلاة الفجر من أهم الصلوات الخمس، فقد اهتم الله تعالى بشأنها، وحث على إقامتها. بقوله تعالى: "وقرآن الفجر". وذكر أيضا فضل الصلاة الوسطى، وأمر بالمحافظة عليها. وهي: صلاة الفجر أو صلاة العصر. وهناك مجموعة من الأحاديث تدل على فضلها منها:
- «أن أثقل صلاة على المنافقين صلاة العشاء وصلاة الفجر ولو يعلمون ما فيهما لأتوهما ولو حبوا».
- «من صلى العشاء في جماعة فكأنما قام نصف الليل ومن صلى الصبح في جماعة فكأنما قام الليل كله».
- قد ثبت في البخاري أن النبي رأى: «أن رجلاً مستلقياً على قفاه وآخر قائم عليه بصخرة يهوي بها على رأسه فيشد في رأسه فتتدهور الحجر فإذا ذهب ليأخذه فلا يرجع حتى يعود رأسه كما كان يفعل به مثل المرة الأولى وهكذا حتى تقوم الساعة فقال: من هذا ياجبريل؟، قال: هذا الذي يأخذ القرآن ويرفضه وينام عن الصلاة المكتوبة».
- «من صلى صلاة الصبح فهو في ذمة الله».
- وأيضا سنة الصبح وهي سنة الفجر قال عنها «ركعتا الفجر خير من الدنيا وما فيها».

وتنفرد صلاة الصبح بأذان مختلف عن بقية الصلوات فتضاف جملة (الصلاة خير من النوم) إلى الأذان. كما تنفرد صلاة الصبح بأن لها أذانان: الأذان الأول سنة ووقت هذا الأذان قبل أذان الفجر بحوالي الربع ساعة وهذا لا يبنى عليه لا صيام ولا صلاة وإنما يستعمل لتنبيه من يريد الصيام أو الاستعداد لصلاة الفجر بأن موعد الفجر قد اقترب، وأذان ثانٍ وهو الذي يحلل الصيام ويوجب الصلاة.